# William Vontobel

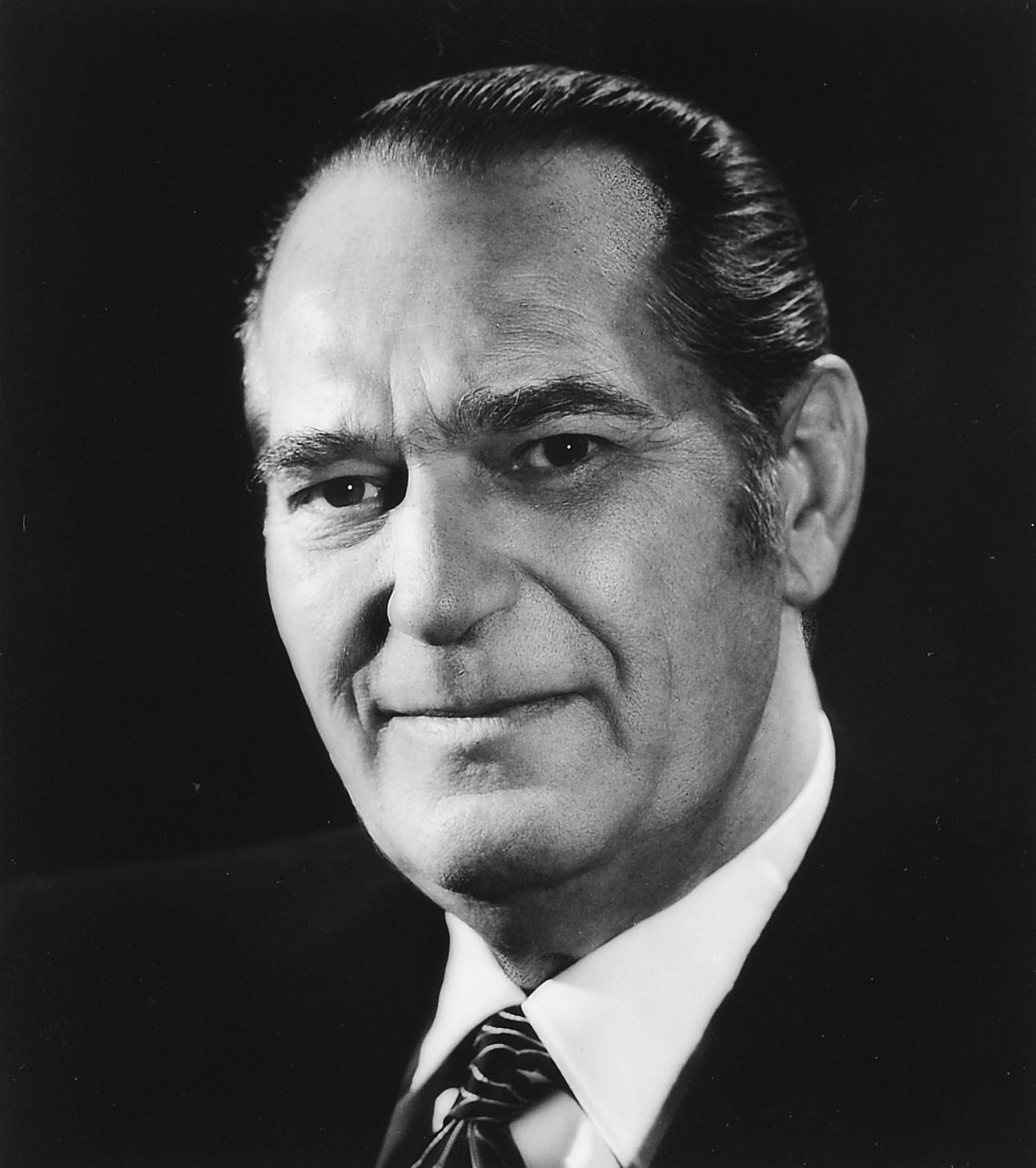
William Vontobel

William Vontobel (* 5. Juli 1909 in Rorschach; † 17. August 1973 in Zürich; heimatberechtigt in Grüningen) war ein Schweizer Politiker (LdU).

## Leben
Vontobel brach seine Lehre als Uhrensteinschleifer in Yverdon ab und besuchte ab 1925 die Handelsschule in Lausanne. Von 1926 bis 1929 absolvierte er eine kaufmännische Lehre in Rapperswil. Er war von 1937 bis 1947 zuerst Stadtzürcher, anschliessend kantonaler und ab 1945 schweizerischer Geschäftsführer des Landesrings der Unabhängigen. Vontobel hatte von 1948 bis 1951 ein eigenes Büro für Verwaltung und Wirtschaftsberatung, anschliessend war er als Prokurist und von 1964 bis 1973 als Direktor des Migros-Genossenschaftsbunds tätig.
Von 1942 bis 1963 sass Vontobel für die LdU im Gemeinderat der Stadt Zürich, welchen er 1952/1953 präsidierte. Zudem war er von 1950 bis 1973 im Nationalrat, welchen er 1971/1972 präsidierte; er war damit der einzige LdU-Vertreter, der je Nationalratspräsident war. Vontobel sass zudem von 1970 bis 1973 im Verwaltungsrat der PTT.